# Великопољска
Великопољска (пољ. Wielkopolska) је географска као и историјска регија у западном делу Пољске.
На терену Великопољске између 19. и 20. века налазила се територија племена Пољана. У почетку ови терени су се називали Polonia („Полонија”), а после прикључења Пољској даљих области у 14. и 15. веку усталило се име Polonia Maior („Велика Пољска”) као контраст Polonia Minor („Мала Пољска”) односно Малопољској.

## Највећа насеља
(подаци из 2003)
- Познањ (581,200)
- Калиш (106,500)
- Коњин (83,600)
- Пила (76,800)
- Остров Вјелкополски (74,500)
- Гњезно (71,600)
- Лешно (63,500)
- Срем (31,000)
- Турек (30,700)
- Кротошин (29,100)
- Вжесња (28,900)
- Сважендз (28,200)
- Јароћин (26,000)
- Кошћан (24,500)
- Вонгровјец (24,500)
- Коло (24,300)
- Луда (23,800)
- Срода Вјелкополска (22,200)
- Равич (21,700)
- Гостињин (20,800)
- Хођеж (20,500)